# Новий Болман
45°43′ пн. ш. 18°32′ сх. д. / 45.72° пн. ш. 18.54° сх. д.
Новий Болман (хорв. Novi Bolman) — населений пункт у Хорватії, в Осієцько-Баранській жупанії у складі громади Ягодняк.

## Населення
Населення за даними перепису 2011 року становило 122 осіб.
Динаміка чисельності населення поселення:

## Клімат
Середня річна температура становить 11,04 °C, середня максимальна – 25,26 °C, а середня мінімальна – -5,94 °C. Середня річна кількість опадів – 632 мм.
| Клімат поселення                              | Клімат поселення | Клімат поселення | Клімат поселення | Клімат поселення | Клімат поселення | Клімат поселення | Клімат поселення | Клімат поселення | Клімат поселення | Клімат поселення | Клімат поселення | Клімат поселення | Клімат поселення |
| Показник                                      | Січ.             | Лют.             | Бер.             | Квіт.            | Трав.            | Черв.            | Лип.             | Серп.            | Вер.             | Жовт.            | Лист.            | Груд.            |                  |
| Середній максимум, °C                         | 5,88             | 7,86             | 12,48            | 17,17            | 22,45            | 25,26            | 25,21            | 24,78            | 20,50            | 15,10            | 9,10             | 5,20             |                  |
| Середня температура, °C                       | −0,02            | 1,93             | 6,59             | 11,28            | 16,53            | 19,36            | 21,36            | 20,91            | 16,65            | 11,25            | 5,30             | 1,40             |                  |
| Середній мінімум, °C                          | −5,94            | −3,97            | 0,65             | 5,35             | 10,62            | 13,44            | 17,51            | 17,08            | 12,80            | 7,40             | 1,43             | −2,48            |                  |
| Норма опадів, мм                              | 39               | 34               | 36               | 49               | 60               | 80               | 62               | 60               | 51               | 53               | 60               | 48               |                  |
| Середньомісячна швидкість вітру, м/с          | 2.40             | 2.70             | 2.90             | 2.84             | 2.50             | 2.30             | 2.30             | 2.10             | 2.10             | 2.20             | 2.37             | 2.50             |                  |
| Середньомісячна сонячна радіація, кДж/м²·день | 4205             | 6927             | 10923            | 15500            | 19354            | 21614            | 22166            | 20182            | 14888            | 9329             | 4705             | 3472             |                  |
| --------------------------------------------- | ---------------- | ---------------- | ---------------- | ---------------- | ---------------- | ---------------- | ---------------- | ---------------- | ---------------- | ---------------- | ---------------- | ---------------- | ---------------- |
| Джерело:                                      |                  |                  |                  |                  |                  |                  |                  |                  |                  |                  |                  |                  |                  |